# أزمة رهائن كنيس كوليفيل
أزمة رهائن كنيس كوليفيل في 15 يناير 2022 احتجز مالك فيصل أكرم وهو باكستاني بريطاني يبلغ من العمر 44 عامًا مسلحًا بمسدس أربعة أشخاص رهائن في كنيس بيث إسرائيل في كوليفيل تكساس في الولايات المتحدة خلال قداس يوم السبت. وأعقبت ذلك مفاوضات بشأن الرهائن طالب خلالها أكرم بالإفراج عن عافية صديقي وهي باكستانية تدعي السلطات الأمريكية انتماءها لتنظيم القاعدة مسجونة في فورت وورث المجاورة بتهمة الشروع في القتل وجرائم أخرى. أطلق سراح رهينة واحدة بعد ست ساعات، بينما فر الرهائن الثلاثة الباقون بعد 11 ساعة من المواجهة. دخل ضباط تكتيكيون من فريق إنقاذ الرهائن التابع لمكتب التحقيقات الفيدرالي الكنيس بعد ذلك وأطلقوا النار على أكرم.

## أزمة الرهائن
في صباح يوم 15 يناير 2022 قام أكرم بزيارة ستاربكس التي تقع على بعد أقل من ميل واحد من مصلين بيت إسرائيل، ثم انتقل إلى الكنيس بالدراجة. في حوالي الساعة 10:00 صباحًا دخل أكرم مدينة بيت إسرائيل بالطرق على باب زجاجي مقفل وتظاهر بأنه رجل بلا مأوى يبحث عن مأوى. رحب به في الداخل الحاخام تشارلي سيترون ووكر الذي صنع له كوبًا من الشاي الساخن. قال سيترون ووكر بعد إنقاذه إنه لم يكن مشبوهًا في البداية بأكرم لكنه كان «فضوليًا» بعد أن لم تتضح بعض قصته. قدم سيترون ووكر أكرم إلى جيفري كوهين نائب الرئيس في مجلس أمناء الكنيس الذي قال إن أكرم كان هادئًا وكان يتحدث عبر الهاتف في ذلك الوقت.
أثناء صلاة السبت أدار سيترون ووكر ظهره للمصلين للصلاة باتجاه القدس، ثم سمع نقرة اتضح أنها مسدس أكرم. ثم بدأ أكرم بالصراخ في أخذ الرهائن في الكنيس. تم احتجاز ما مجموعه أربعة رهائن بما في ذلك سيترون ووكر وكوهين. أثناء احتجازه كرهينة اتصل كوهين سراً برقم 911 ووضع هاتفه على شاشته قبل أن يتحرك كما أمر. تلقت إدارة شرطة كوليفيل لأول مرة المكالمة التي تبلغ عن الموقف في الساعة 10:41 صباحًا، ورد ضابط على مكان الحادث بعد دقائق.
تم نشر تقرير عن احتجاز رهائن في مجمع بيث إسرائيل في حوالي الساعة 11:30 صباحًا عبر تغريدة من قسم شرطة كوليفيل، والتي قالت إن فريق الأسلحة والتكتيكات الخاصة كان في الموقع. ساعدت الشرطة فيما بعد مكتب التحقيقات الفيدرالي وإدارة تكساس للسلامة العامة. أخلت سلطات إنفاذ القانون الحي المجاور لمسرح الجريمة. في النهاية استجاب أكثر من 200 من ضباط وموظفي إنفاذ القانون المحليين والولائيين والفدراليين إلى مكان الحادث بما في ذلك فريق من حوالي 70 مفاوضًا حول الرهائن من مكتب التحقيقات الفيدرالي وعملاء الإنقاذ الذين وصلوا من كوانتيكو بولاية فيرجينيا.
بث مباشر من خدمات الكنيس على صفحته على فيسبوك تدفقًا للوضع المستمر بما في ذلك أخذ الرهائن بالقوة. في البث المباشر سُمع أكرم وهو يتحدث إلى السلطات التي حاولت التفاوض معه. في وقت من الأوقات ادعى أكرم (كذباً على ما يبدو) أن لديه قنبلة. كما قام البث المباشر ببث أكرم قائلاً إنه انتقل إلى المدينة التي سُجنت فيها صديقي بقصد أخذ رهائن. وقال أيضًا إنه اختار أخذ رهائن في كنيس لأن الولايات المتحدة «تهتم فقط بحياة اليهود» ولأن «اليهود يسيطرون على العالم واليهود يسيطرون على وسائل الإعلام ويسيطرون على البنوك».
مع وصول المواجهة إلى عشر ساعات وبقاء صديقي دون إطلاق سراحه أصبح الوضع مترديًا. وقالت سيترون ووكر إن أكرم أصبح «أكثر عدوانية وتهديدًا». رأى سيترون ووكر وكوهين والرهينة الثالثة المتبقية أن أكرم كان خارج موقعه، وعرفوا أن هناك مخرجًا قريبًا وتمركزوا في مكان قريب واحدًا تلو الآخر. ثم أمرهم أكرم بالجلوس على ركبهم وأعطاه سيترون ووكر كوبًا من العصير ليشربه. وبينما كان أكرم يشرب صرخ سيترون ووكر على الآخرين ليركضوا وألقوا كرسيًا على أكرم بينما فر الآخرون باتجاه المخرج. وهرب الرهائن الثلاثة ولم يطلق أكرم رصاصة. فيديو تم تصويره خارج الكنيس بواسطة فريق الأسلحة قبل الساعة 9:15 مساءً بقليل أظهر الرهائن وهم يركضون خارج المبنى بينما يتبعهم أكرم الذي انسحب بعد ذلك إلى المبنى. اقتحم الضباط مبنى الكنيس وقاموا بقتل أكرم.